# Сапроново (Амурская область)
Сапро́ново — село в Мазановском районе Амурской области. Административный центр Сапроновского сельсовета.

## География
Село Сапроново расположено на правом берегу реки Бирма, к югу от районного центра Мазановского района села Новокиевский Увал.
На противоположном левом берегу реки Бирма расположено село Бичура.
Через Сапроново проходит автодорога областного значения, соединяющая посёлка Серышево с «северным» Селемджинским районом.
От села Сапроново на восток идёт дорога к селу Кольцовка, а на запад идёт дорога к селу Алексеевка.

## История
Основано в 1907 году. В 1922 году село Завидное переименовано в Сапроново, в честь одного из активных участников гражданской войны, красного партизана Марка Никитича Сапронова, убитого японцами в 1919 году.

## Население
| 2002 | 2010 | 2012 | 2013 | 2014 | 2015 | 2016 |
| ---- | ---- | ---- | ---- | ---- | ---- | ---- |
| 695  | ↘651 | ↘615 | ↘602 | ↘578 | ↘574 | ↘571 |
| 2017 | 2018 |      |      |      |      |      |
| ↘542 | ↗544 |      |      |      |      |      |

## Улицы
| - ул. 30 лет Победы, - пер. Больничный, - ул. Клубный, - ул. Красноармейская, | - ул. Новая, - ул. Новый Мир, - пер. Овражий, - пер. Озёрный, | - ул. Партизанская, - пер. Первомайский, - ул. Сапронова, - ул. Светлая, | - ул. Советская, - пер. Торговый, - ул. Фрунзе, - пер. Школьный. |